# Lancer du javelot masculin aux Jeux olympiques d'été de 1968
Navigation
Tokyo 1964 Munich 1972
L'épreuve du lancer du javelot masculin aux Jeux olympiques de 1968 s'est déroulée les 15 et 16 octobre 1968 au Stade olympique universitaire de Mexico, au Mexique. Elle est remportée par le Soviétique Jānis Lūsis.

## Résultats

### Finale
| Rang               | Athlète            | Pays                 | Essais | Essais | Essais | Essais | Essais | Essais | Marque | Note |
| Rang               | Athlète            | Pays                 | 1      | 2      | 3      | 4      | 5      | 6      | Marque | Note |
| ------------------ | ------------------ | -------------------- | ------ | ------ | ------ | ------ | ------ | ------ | ------ | ---- |
| Médaille d'or      | Jānis Lūsis        | Union soviétique     | 81.74  | 86.34  | 82.66  | 84.40  | x      | 90.10  | 90.10  | OR   |
| Médaille d'argent  | Jorma Kinnunen     | Finlande             | 86.30  | x      | x      | 79.00  | 85.82  | 88.58  | 88.58  |      |
| Médaille de bronze | Gergely Kulcsár    | Hongrie              | 83.10  | x      | 83.82  | 87.06  | 85.14  | 83.40  | 87.06  |      |
| 4                  | Wladyslaw Nikiciuk | Pologne              | x      | 85.70  | 82.24  | x      | 82.32  | 80.44  | 85.70  |      |
| 5                  | Manfred Stolle     | Allemagne de l'Est   | x      | 76.86  | 81.52  | 84.42  | x      | 79.72  | 84.42  |      |
| 6                  | Karl-Ake Nilsson   | Suède                | 83.48  | x      | x      | x      | 76.74  | 79.76  | 83.48  |      |
| 7                  | Janusz Sidlo       | Pologne              | 80.00  | 76.36  | 80.58  | 75.50  | 77.86  | 76.46  | 80.58  |      |
| 8                  | Urs von Wartburg   | Suisse               | 80.56  | 77.06  | 77.22  | x      | x      | x      | 80.56  |      |
| 9                  | Mark Murro         | États-Unis           | 80.06  | 80.08  | x      |        |        |        | 80.08  |      |
| 10                 | Walter Pektor      | Autriche             | 75.64  | 77.40  | x      |        |        |        | 77.40  |      |
| 11                 | Aurelio Janet      | Cuba                 | x      | 74.88  | x      |        |        |        | 74.88  |      |
| 12                 | Hermann Salomon    | Allemagne de l'Ouest | x      | 71.64  | 73.50  |        |        |        | 73.50  |      |

## Légende
Records et Performances
- AR : Record continental (area record)
- CR : Record des championnats (championship record)
- MR : Record du meeting (meet record)
- NR : Record national (national record)
- OR : Record olympique (olympic record)
- PR : Record paralympique (paralympic record)
- PB : Record personnel (personal best)
- SB : Meilleure performance personnelle de la saison (season's best)
- WL : Meilleure performance mondiale de l'année (world leader)
- WJR : Record du monde junior (world junior record)
- WR : Record du monde (world record)

Circonstances et Conditions
- DNF : N'a pas terminé (did not finish)
- DNS : N'a pas pris le départ (did not start)
- DQ : Disqualification (disqualification)
- NM : Aucun essai valable enregistré (No Mark)
- Q : Qualifié « directement » au prochain tour (ou à la prochaine compétition), lors d'une compétition majeure, grâce au classement ou à la réalisation des minima (automatic qualifier)
- q : Qualifié au prochain tour (ou à la prochaine compétition), lors d'une compétition majeure, grâce au repêchage ou à la réalisation de l'une des meilleures performances parmi celles des « non qualifiés directement » (grâce au meilleur temps ou à la meilleure distance par exemple) (secondary qualifier)